# Klaas Hofstra
Klaas Hofstra (1943, Amsterdam - 26 september 2023, Amsterdam) was een Nederlands acteur.
Hofstra studeerde Engels en was enige tijd leraar in dat vak. Hij speelde als acteur jaren solovoorstellingen in het buitenland. In 1982 woonde hij een jaar in de Verenigde Staten en gaf daar voorstellingen. Ook trad hij op in Azië, Zuid-Afrika en het Midden-Oosten met een solovoorstelling over Van Gogh, maar ook met voorstellingen over de schilders Toulouse-Lautrec en Rembrandt. Later kwamen daar componisten als Chopin, Beethoven en Liszt bij.
In 1989 zocht een impresariaat een acteur voor pianist Regina Albrink die een programma wilde maken over Chopin en dat werd Hofstra.
Landelijk bekend werd hij in 1986 toen hij een gastrol speelde in de aflevering Vissie kijken in Zeg 'ns Aaa als Rob, de nieuwe vriend van Pien uit Hoorn. Het meest bekend werd Hofstra echter als acteur met de rol van de internist Dick van Lennep in Medisch Centrum West (MCW) waar hij van 1988-1994 in alle honderd afleveringen mee speelde. In een interview in 2014, toen Hofstra zeventig jaar was, noemde hij de rol een aangename afwisseling. In 2003 was Hofstra te zien in de film De schippers van de Kameleon, waarin hij postbode Sjoerd Bonnema speelde.
Ook speelde hij in het theater een rol in een aantal toneelstukken onder meer Wilhelmina zonder franje, Een brief van Vincent, Nacht der Girondijnen en Liszt. In Een brief van Vincent, bij Engelstalige voorstellingen A letter from Vincent, werden enkele monologen geregisseerd door Margreet Blanken, in MCW zijn collega en enige tijd echtgenote Reini Hermans.
Hofstra overleed in 2023 op 79-jarige leeftijd.